# 2016年ウィンブルドン選手権
2016年 ウィンブルドン選手権（2016ねんウィンブルドンせんしゅけん、The Championships, Wimbledon 2016）は、イギリス・ロンドン郊外にある「オールイングランド・ローンテニス・アンド・クローケー・クラブ」にて、2016年6月27日から7月10日にかけて開催された。7月3日はミドルサンデーで休養日の予定だったが、悪天候による日程消化の遅れで12年ぶりにミドルサンデーにも試合が行われた。また、この影響を受けて男子ダブルスの1,2回戦の試合は全試合3セットマッチに変更となった。

## 賞金総額
今大会の賞金総額は2810万ポンドで、前年より5％増である。男女シングルスの優勝賞金は200万ポンド。
| Event                 | W          | F          | SF       | QF       | 4回戦    | 3回戦   | 2回戦   | 1回戦   | Q3      | Q2     | Q1     |
| シングルス            | £2,000,000 | £1,000,000 | £500,000 | £250,000 | £132,000 | £80,000 | £50,000 | £30,000 | £15,000 | £7,500 | £3,750 |
| ダブルス*             | £350,000   | £175,000   | £88,000  | £44,000  | £23,250  | £14,250 | £9,250  | —       | —       | —      | —      |
| 混合ダブルス*         | £100,000   | £50,000    | £25,000  | £12,000  | £6,000   | £3,000  | £1,500  | —       | —       | —      | —      |
| 車いすシングルス      | £25,000    | £12,500    | £8,000   | £5,375   | —        | —       | —       | —       | —       | —      | —      |
| 車いすダブルス*       | £12,000    | £6,000     | £3,500   | —        | —        | —       | —       | —       | —       | —      | —      |
| レジェンド・ダブルス* | £22,000    | £19,000    | £16,000  | £16,000  | —        | —       | —       | —       | —       | —      | —      |

*組ごとに授与

## シニア

### 男子シングルス
アンディ・マリー def.  ミロシュ・ラオニッチ, 6–4, 7–6(7–3), 7–6(7–2)
- マリーは3年ぶり2回目の優勝。ラオニッチはカナダ人として初のグランドスラム男子シングルス決勝進出。

### 女子シングルス
セリーナ・ウィリアムズ def.  アンゲリク・ケルバー, 7–5, 6–3
- セリーナは歴代3位となる7度目の優勝。またシュテフィ・グラフの歴代2位のグランドスラム22勝に並んだ。

### 男子ダブルス
ピエール＝ユーグ・エルベール /  ニコラ・マユ def.  ジュリアン・ベネトー /  エドゥアール・ロジェ＝バセラン, 6–4, 7–6(7–1), 6–3

### 女子ダブルス
セリーナ・ウィリアムズ /  ビーナス・ウィリアムズ def.  ティメア・バボシュ /  ヤロスラワ・シュウェドワ, 	6–3, 6–4

### 混合ダブルス
ヘンリ・コンティネン /  ヘザー・ワトソン def.  ロベルト・ファラ /  アンナ＝レナ・グローネフェルト, 7–6(7–5), 6–4